# Глубоководный гигантизм

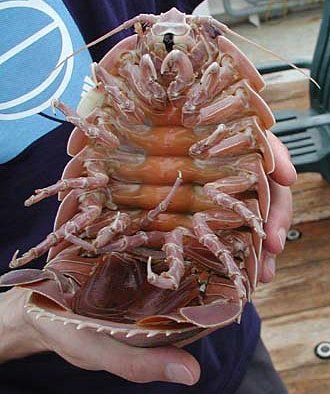
Достигающий в длину 45 см и весящий 1,7 кг гигантский равноногий рак (Bathynomus giganteus) является родственником мокриц

Глубоководный гигантизм — в зоологии название тенденции некоторых видов беспозвоночных и других морских животных на больших глубинах достигать более крупных размеров, чем их близкие родственники в более мелких водах. Как пример этого феномена можно упомянуть гигантскую изоподу, гигантского бокоплава, японского краба-паука, червей немертин, семирукого осьминога, сельдяного короля (достигает длины до 11 м), ската Plesiobatis daviesi, а также целый ряд видов кальмаров: колоссальный кальмар (до 10 м в длину), гигантский кальмар (до 13 м), Onykia robusta, Taningia danae, Galiteuthis phyllura, Kondakovia longimana и длиннорукие кальмары. В глубоких участках океана можно обнаружить и других очень больших рыб, таких как, например гренландская полярная акула и тихоокеанская полярная акула, однако их нельзя считать примерами глубоководного гигантизма, поскольку в норме эти рыбы иногда посещают поверхность и не превышают по размерам схожие виды, обитающие на меньших глубинах, такие как большая белая акула.

## Объяснение
Доподлинно неизвестно, является ли глубоководный гигантизм результатом адаптации к нехватке пищевых ресурсов (позднее достигаемая половая зрелость приводит к увеличению в размере), большому давлению или какому-то иному фактору.
В случае с морскими ракообразными весьма вероятно, что увеличение размеров с увеличением глубины происходит по тем же причинам, что и увеличение размеров с ростом широты (правило Бергмана): обе тенденции сводятся к увеличению размеров с понижением температуры. Подобная закономерность прослеживается у Mysida, Euphausiacea, Decapoda, Isopoda и Amphipoda. Тенденция увеличения размеров с увеличением широты наблюдается в некоторых из этих же групп, как в сравнении с близкородственными, так и с далеко отстоящими видами. Предположительно, снижение температуры приводит к увеличению размеров клеток и увеличению продолжительности жизни, что в сумме приводит к увеличению максимальных размеров тела (непрерывный рост в течение жизни одна из характерных особенностей ракообразных). В арктических и атлантических морях, где температура воды слабо меняется с ростом глубины, наблюдается ослабленная тенденция к увеличению размеров тела с глубиной, что служит аргументом против того, что главным фактором в этом процессе является гидростатическое давление.
Тем не менее температура, по-видимому, не оказывает существенного влияния на размеры гигантских погонофор. Riftia pachyptila, которая живёт у гидротермальных источников при температуре окружающей воды 2-30 °C, достигает длины в 2,7 м, что сравнимо с 3-метровыми Lamellibrachia luymesi, которые живут у холодных просачиваний. Riftia pachyptila растут быстро и живут всего около двух лет, в то время как Lamellibrachia luymesi растут очень медленно и могут доживать до 250 лет.

## Галерея

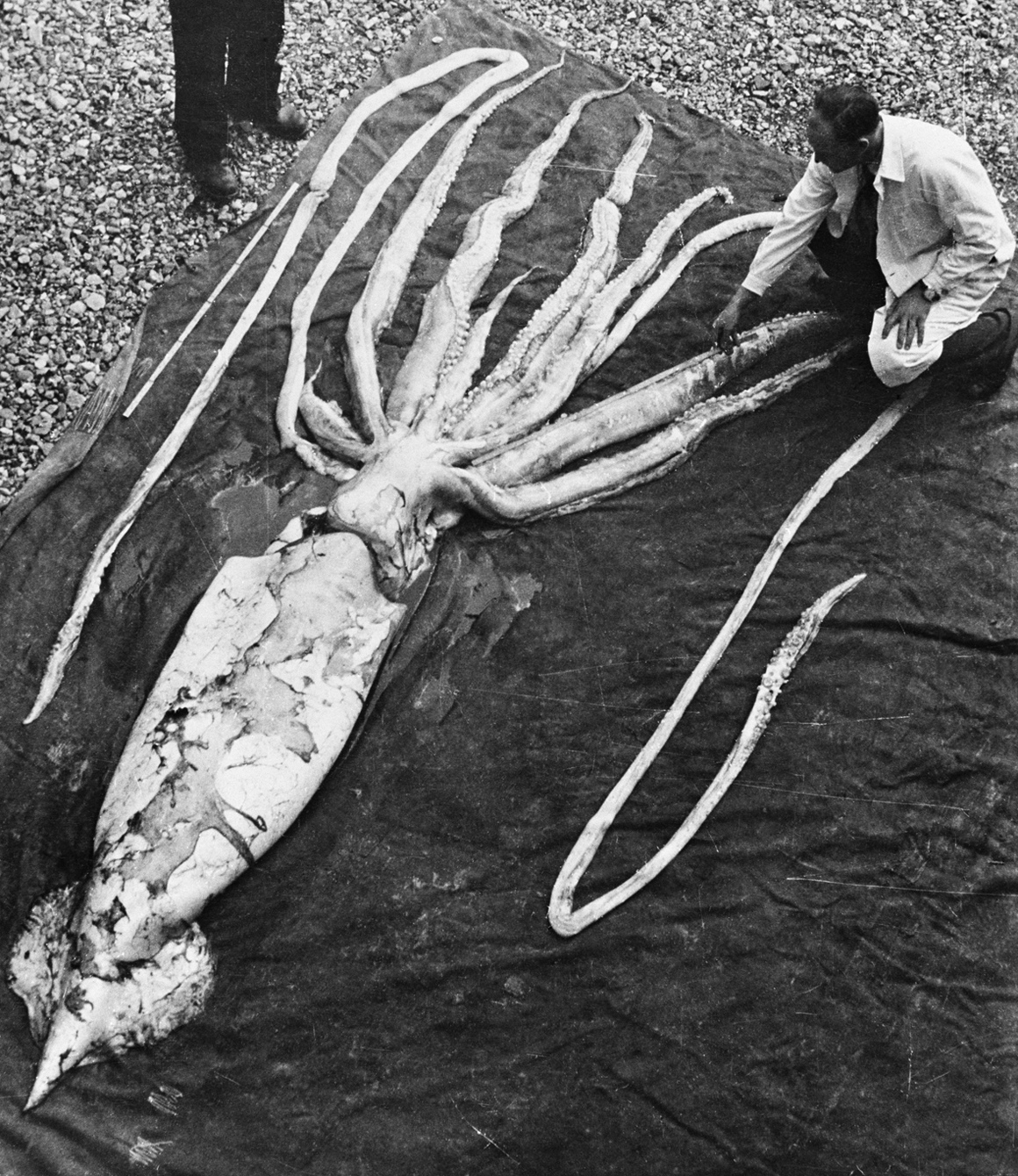
Осмотр 9-метрового гигантского кальмара, выброшенного на берег в Норвегии.
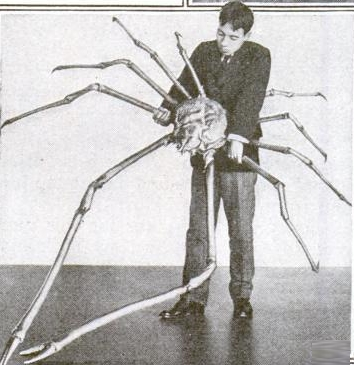
Японский краб-паук с размахом первой пары ног 3,7 м.
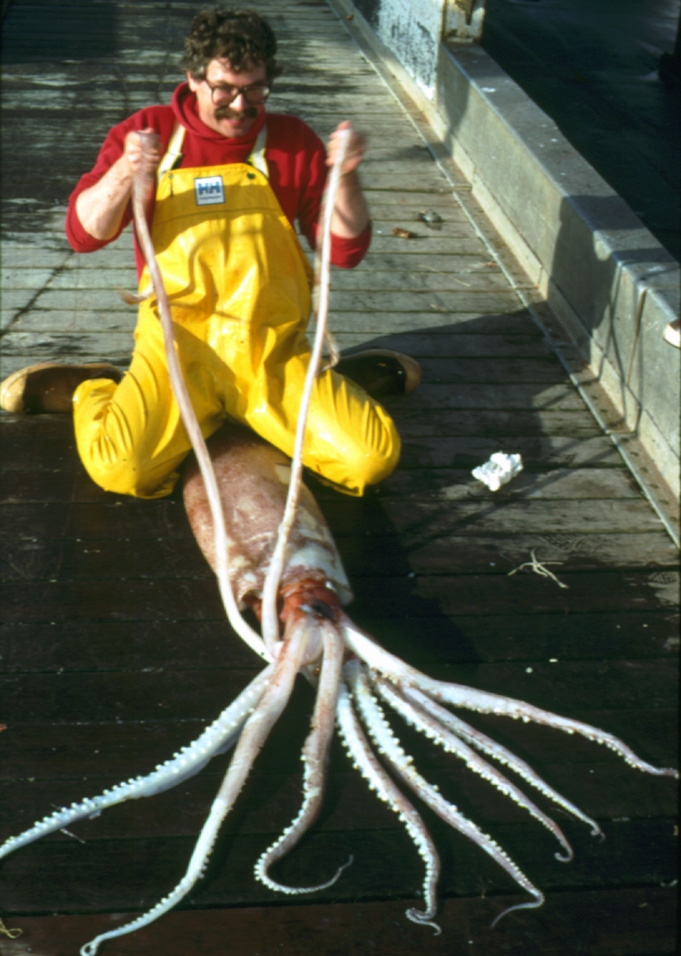
Onykia robusta с мантией 2 м в длину, пойманный у берегов Аляски.
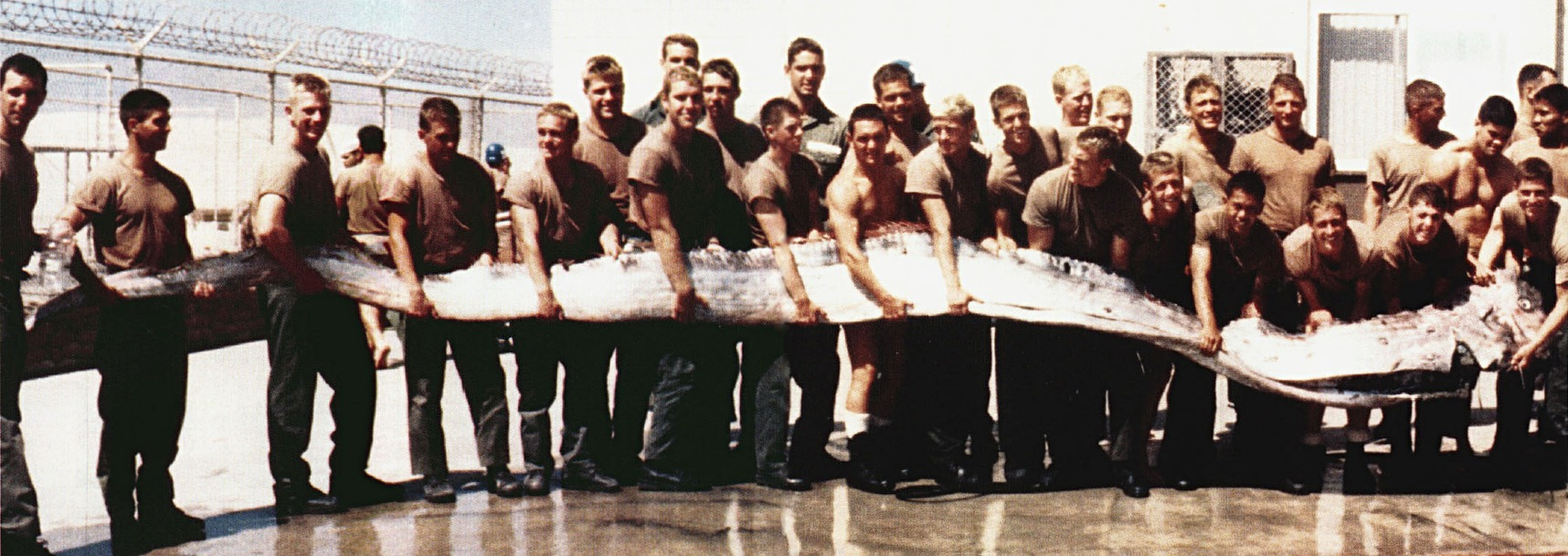
7-метровый сельдяной король, выброшенный на берег в округе Сан-Диего (Калифорния).
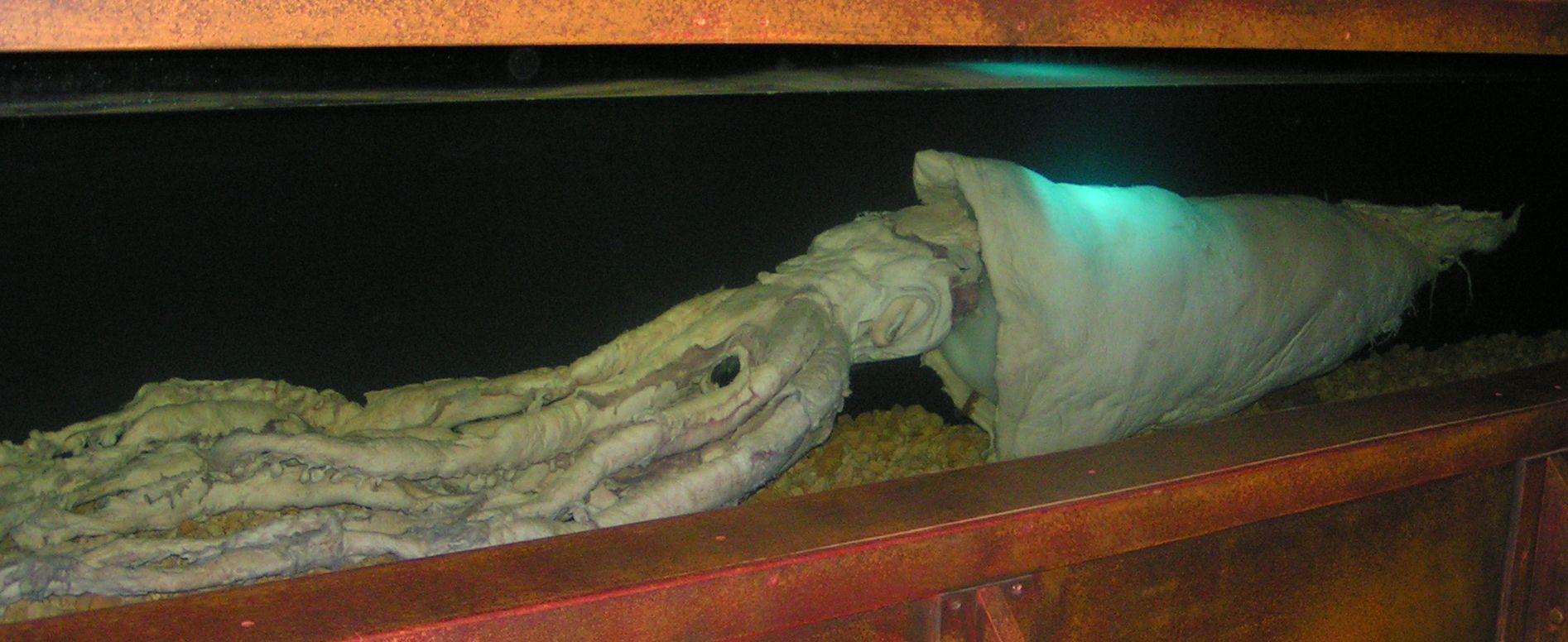
Гигантский кальмар (Architeuthis dux)